# Irwansyah
Irwansyah (* 6. Oktober 1974) ist ein walisischer Badmintonspieler indonesischer Herkunft.

## Sportliche Karriere
Irwansyah wurde 1999, noch für Indonesien startend, Dritter bei den Hong Kong Open im Herreneinzel. 2001 siegte er bereits für Wales bei den Welsh International, den Scottish Open und den Norwegian International. 2003 gewann er erstmals den walisischen Herreneinzeltitel. Im Folgejahr gewann er sowohl Einzel als auch Doppel bei den nationalen Titelkämpfen.

## Erfolge
| Saison | Veranstaltung            | Disziplin    | Name | Platz                  |
| ------ | ------------------------ | ------------ | ---- | ---------------------- |
| 1999   | Hong Kong Open           | Herreneinzel | 3    | Irwansyah              |
| 2001   | Welsh International      | Herreneinzel | 1    | Irwansyah              |
| 2001   | Scottish Open            | Herreneinzel | 1    | Irwansyah              |
| 2001   | Norwegian International  | Herreneinzel | 1    | Irwansyah              |
| 2002   | Welsh International      | Herreneinzel | 1    | Irwansyah              |
| 2003   | Welsh International      | Herreneinzel | 1    | Irwansyah              |
| 2003   | Walisische Meisterschaft | Herreneinzel | 1    | Irwansyah              |
| 2004   | Walisische Meisterschaft | Herreneinzel | 1    | Irwansyah              |
| 2004   | Walisische Meisterschaft | Herrendoppel | 1    | Chris Rees / Irwansyah |
| 2006   | Welsh International      | Herreneinzel | 1    | Irwansyah              |